# Касьяненко, Александр Владимирович
Александр Владимирович Касьяненко (род. 18 апреля 1964) — советский и российский военачальник, генерал-майор ракетных войск стратегического назначения, военный педагог. Командир 13-й ракетной дивизии в 2007—2010 гг. Начальник Ростовского военного института ракетных войск в 2010―2011 гг.

## Биография
Родился 18 апреля 1964 года. Окончил Харьковское высшее военное командно-инженерное училище в 1986 году, командный факультет Военной академии им. Ф. Э. Дзержинского (ныне ― Военная академия РВСН имени Петра Великого) в 1994 году и Военную академию Генерального штаба Вооружённых Сил Российской Федерации в 2005 году.
В ракетных войсках служил на следующих должностях: начальник отделения АСО, заместитель командира группы пуска, командир группы, заместитель командира полка по боевому управлению, начальник штаба полка, командир полка, начальник штаба ракетной дивизии (располагается в городе Ужур, Красноярский край), начальник разведки штаба Ракетных войск стратегического назначения.
Командир 13-й ракетной дивизии с августа 2007 по апрель 2010 года. В 2010―2011 гг. занимал пост начальника Ростовского военного института ракетных войск. С апреля 2011 года ― заместитель командующего 31-й ракетной армии. 
Указом Президента России от 13 декабря 2012 года Касьяненко было присвоено очередное воинское звание ― генерал-майор.